# UNI EN ISO 6781-1:2023
La norma UNI EN ISO 6781-1:2023 "Prestazione degli edifici - Rilevazione di irregolarità di calore, aria e umidità negli edifici mediante metodi a infrarossi - Parte 1: Procedure generali" sostituendo la UNI EN 13187, recependo la EN ISO 6781-1:2023 e adottando la ISO 6781, specifica i requisiti e le metodologie per i servizi termografici a infrarossi per il rilevamento di irregolarità di calore, aria e umidità negli edifici, aiutano gli utenti a specificare e comprendere; 
a) l'entità dei servizi termografici richiesti, 
b) il tipo e le condizioni delle attrezzature disponibili per l'uso, 
c) le qualifiche degli operatori delle apparecchiature, degli analisti di immagini, degli autori dei rapporti e di coloro che formulano raccomandazioni, 
d) la rendicontazione dei risultati. 
Fornisce una guida per comprendere e utilizzare i risultati finali derivanti dalla fornitura dei servizi termografici. Essa è applicabile alle procedure generali per i metodi termografici a infrarossi applicabili agli edifici residenziali, commerciali, istituzionali e ad uso speciale.